# Martin Bager
Martin Bager (født 14. januar 1982 i Virum) er en dansk tidligere håndboldspiller og nuværende træner, der spillede for Ystads IF i Sverige, Cuena 2016 i Spanien, samt Team Helsinge, Nordsjælland Håndbold og AG København i Danmark. Han spillede i sine ungdomsår adskillige kampe for de danske ungdomslandshold, og har også været inde omkring A-landsholdet.
Siden han indstillede karrieren har han været både senior- og juniortræner i Virum Sorgenfri Håndbold.